# Neonitis nigritiae
Neonitis nigritiae là một loài bọ cánh cứng trong họ Bọ hung (Scarabaeidae).